# فنسنت ووكر
فنسنت ووكر (بالإنجليزية: Vincent Walker)‏ هو مغني أمريكي، ولد في 2 مارس 1980 في سياتل في الولايات المتحدة.

## وصلات خارجية
- فنسنت ووكر على موقع IMDb (الإنجليزية)
- فنسنت ووكر على موقع ميوزك برينز (الإنجليزية)
- فنسنت ووكر على موقع أول ميوزيك (الإنجليزية)
- فنسنت ووكر على موقع ديسكوغز (الإنجليزية)